# Kronschatz des Wawel

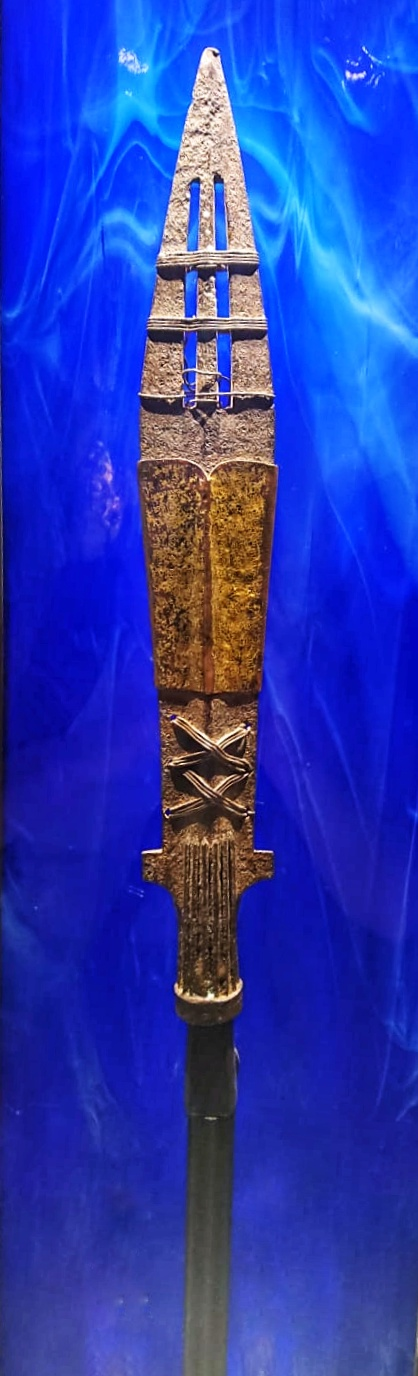
Heilige Lanze

Der Kronschatz auf dem Wawel ist eine Sammlung von Kronjuwelen der polnischen und polnisch-litauischen Könige, die seit 1000 bzw. 1025 der Schaffung des Königreich Polen bis zur Dritten Polnischen Teilung 1795 als Insignien des Königreichs Polen bzw. Polen-Litauens Verwendung fanden.

## Geschichte
Die älteste Insigne ist die Heilige Lanze, die Kaiser Otto III. Boleslaus dem Tapferen bei der Gneser Zusammenkunft im Jahr 1000 schenkte. Hierbei handelt es sich um eine Kopie der Heiligen Lanze.
Im Jahr 1025 kam die Königskrone von Boleslaus dem Tapferen hinzu, die jedoch nicht mehr erhalten ist. Spätestens seit 1320 wurde der polnische Kronschatz auf dem Krakauer Wawel aufbewahrt, als König Ladislaus Ellenlang und Königin Hedwig von Kalisch ihre Kronen beifügten. Weitere Kronjuwelen wurden für Königin Hedwig von Anjou und König Ladislaus Jagiełło geschaffen. Nach der Schlacht bei Tannenberg kamen die Grundwald-Schwerter hinzu. Die größte Erweiterung erfuhr der Kronschatz von Sigismund dem Alten und Sigismund II. August im 16. Jahrhundert.
Die Wirren des 17. Jahrhunderts überstand jedoch nur ein Teil der ursprünglichen Königsregalien. Nach der Dritten Polnischen Teilung 1795 wurde der Kronschatz von den Preußen geplündert und die meisten Insignien gingen endgültig verloren. Friedrich Wilhelm II. ließ die geraubten Kronen einschmelzen. Ein Teil, der gerettet werden konnte, kam in die Sammlungen von Izabela Czartoryska und Tadeusz Czacki.
Nach dem Ersten Weltkrieg wurde der Versuch unternommen, den Königsschatz zu rekonstruieren. Gemäß dem Friedensvertrag von Riga übergab Sowjetrussland an Polen das Krönungsschwert Szczerbiec, die Kronjuwelen von Johann III. Sobieski sowie die Wawel-Wandteppiche. Auch das Czartoryski-Museum steuerte seine Sammlungen bei. Der Kronschatz wurde im September 1939 am Anfang des Zweiten Weltkriegs außer Landes gebracht, um ihn vor den Nationalsozialisten zu schützen. Er kam zwischen 1959 und 1961 wieder zurück nach Polen.

## Aufbewahrung
Die Ausstellungsstücke befinden sich heute wieder auf dem Wawel in Krakau im Museum Kronschatz auf dem Wawel.